# Men (escultor)
Men  fue un escultor y arquitecto del Antiguo Egipto; durante el reinado del faraón Amenhotep III y de su hijo Amenhotep IV fue  "escultor de primera" y "cabeza de la construcción en la Montaña roja".
Se le conoce por un relieve en una estela de roca en Asuán, que le retrata junto a su hijo, el arquitecto y escultor Bek. En esa estela, Men es llamado  "el artista supremo de las grandes monumentos del rey" . El retrato le muestra de pie frente a una estatua del faraón Amenhotep III , generalmente identificada como uno considerado uno de los Colosos de Memnon. Debido a esta identificación se considera probable que estas estatuas de piedra arenisca fueron probablemente erigidas bajo su dirección.